# 奶油10号

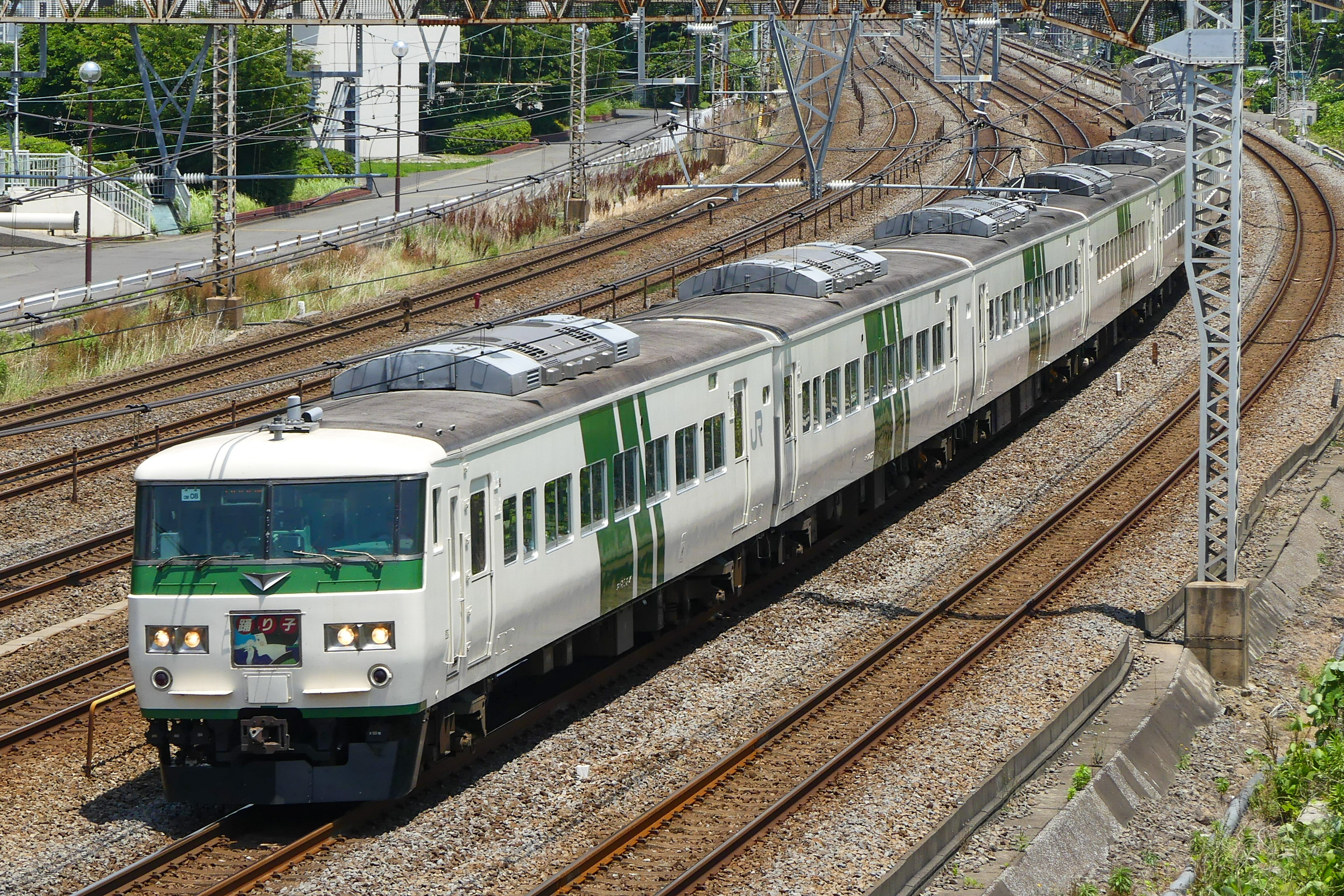
國鐵185系火车，以奶油10号为底色

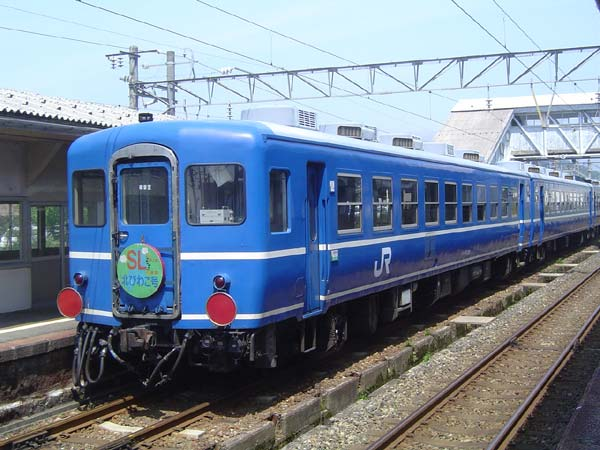
12系乘用车，使用奶油10号作为皮带颜色

奶油10號是日本國鐵制定的颜色名称之一。

## 概述
常见的颜色名称是「象牙白」，虽然叫「奶油」，但它是一种非常接近白色或米色的颜色。

## 近似颜色
- 小田急海角象牙
这是自1969 年以来一直用于小田急电铁通勤列车的地面颜色。在所谓的近似色中，是一种比较接近的颜色，甚至在Green Max销售的铁路模型漆中，也被指定为类似于10号奶油的颜色。
- 东武茉莉白
这种颜色自1985 年以来一直用于东武铁路的通勤列车，今天仍在 8000 系列上使用。
- 京王象牙
这是京王电铁的京王线列车从最初的 5000 系列开始使用的地面颜色。
- 近铁丝滑白
近畿日本铁路通勤列车的地面颜色。采用自1986 年出现的3200 系列。
- 阪急象牙
6300系、 8000系等阪急电车车顶的象牙漆。目前，从6000系列和 5000系列开始的所有机车车辆都涂有这种涂料。
- 白3号
- 灰色9號